# Chanter pour ceux qui sont loin de chez eux
Pistes de Différences
Si tu plonges
(1) Quand on est ensemble
(3)
Chanter pour ceux qui sont loin de chez eux est une chanson écrite, composée et interprétée par Michel Berger sur l'album Différences sorti en 1985. Elle a été éditée en 45 tours l'année suivante. C'est la chanson phare de l'album et l'une des plus connues du répertoire de Michel Berger.

## Crédits
- Guitare basse et « toutes ses belles idées orchestrales »[1] : Jannick Top
- Guitares : Claude Engel, Dan Huff
- Batterie et percussions : Claude Salmiéri
- Piano, synthétiseurs : Michel Berger
- Chœurs : Michel Berger
- Mixage : Jean-Pierre Janiaud assisté d'Olivier Do Esperito Santo au studio Gang, Paris

## Version de Lââm
En 1998, reprise par Lââm, ce qui lancera la carrière de la chanteuse.

## Classements
| Classement (2018) | Meilleure place |
| ----------------- | --------------- |
| France (SNEP)     | 99              |

| Classement (1998) | Meilleure place |
| ----------------- | --------------- |
| France (SNEP)     | 2               |

| Classement (1998)                       | Meilleure place |
| --------------------------------------- | --------------- |
| Belgique (Wallonie Ultratop 50 Singles) | 1               |

## Certification
Version de Lââm
| Région                                                                                                 | Certification | Ventes/Streams |
| --- | ------------- | -------------- |
| France (SNEP)                                                                                          | Diamant       | 1 000 000      |
| *Ventes selon la certification ^Mise en rayon selon la certification xNon précisé par la certification |               |                |

## Autres reprises
- En 1997, en duo par Montserrat Caballé et Johnny Hallyday sur l'album Friends for Life de la cantatrice.
- En 1997 également, l'artiste malien Salif Keïta reprend le titre sur son album Sosie.
- En 1997, le rappeur Rocca sample l'instrumental de la chanson sur son titre Les jeunes de l’univers.
- En 2015, par le groupe d'enfants Kids United.
- En 2018, par Florent Pagny sur l'album Tout simplement.